# Friedrich Gilly
Friedrich David Gilly (Altdamm, 16 février 1772 – Carlsbad, 3 août 1800) est un architecte prussien, fils de l'architecte David Gilly.

## Biographie
Né en Altdamm, en province de Poméranie, Gilly est réputé comme prodige et le professeur du jeune Karl Friedrich Schinkel. En 1788, il s'inscrit à l'Akademie der Bildenden Künste de Berlin. Parmi ses professeurs on trouve Carl Gotthard Langhans et Johann Gottfried Schadow. En 1797, Gilly voyage beaucoup, en France, en Angleterre et en Autriche. Les dessins qu'il réalise en France, révèlent son intérêt pour l'architecture et reflètent le climat intellectuel du Directoire. Ils offrent une vue sur la Fontaine de la Régénération, la Rue des Colonnes — une des arcades de la rue de sans fondement colonnes Doriques menant au Théâtre Feydeau — la chambre du Conseil des Anciens aux Tuileries et la grotte de Jean-Jacques Rousseau dans ses jardins à Ermenonville. Sa conception pour le monument de Frédéric II en 1797, révèle sa dette française au néoclassicisme, en particulier à Étienne-Louis Boullée, ses notes explicatives indiquent qu'il voulait que le bâtiment soit spirituellement édifiant. Début en 1799, Schinkel vit dans la maison Gilly, à Berlin et reçoit l'enseignement de Friedrich et celui du père, l'architecte David Gilly.
Gilly est nommé professeur à la Bauakademie de Berlin, à l'âge de vingt-six ans. De ses constructions — la plupart ayant été détruites après 1942 — un seul a survécu : le mausolée Néo-grec (1800-1802) à Dyhernfurth près de Breslau (aujourd'hui Brzeg Dolny près de Wrocław en Pologne), sous la forme d'un temple grec prostyle.
Gilly meurt de tuberculose à l'âge de vingt-huit ans, à Karlsbad.

Œuvres de Friedrich Gilly
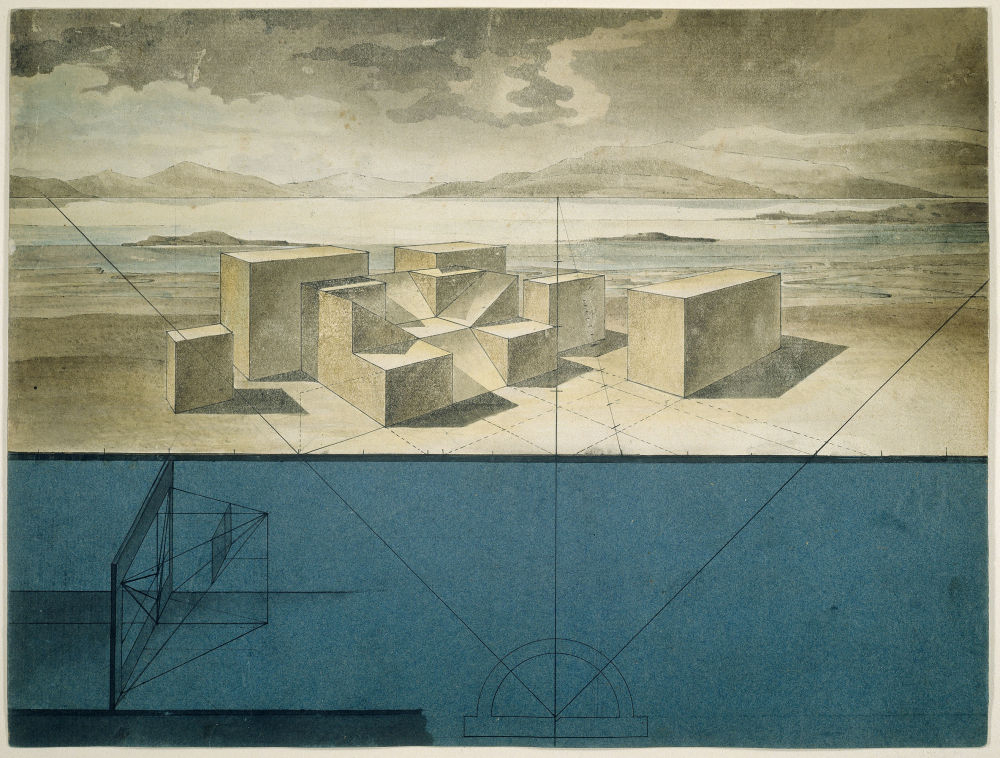
Étude de perspectives, 1798.
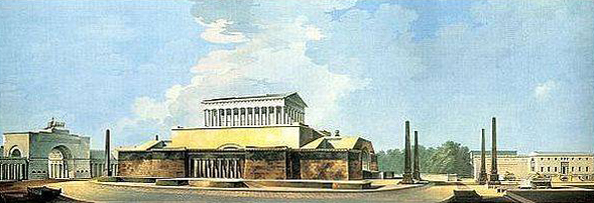
Plan de Gilly pour le monument à Frederick II de Prusse, à Berlin 1797.
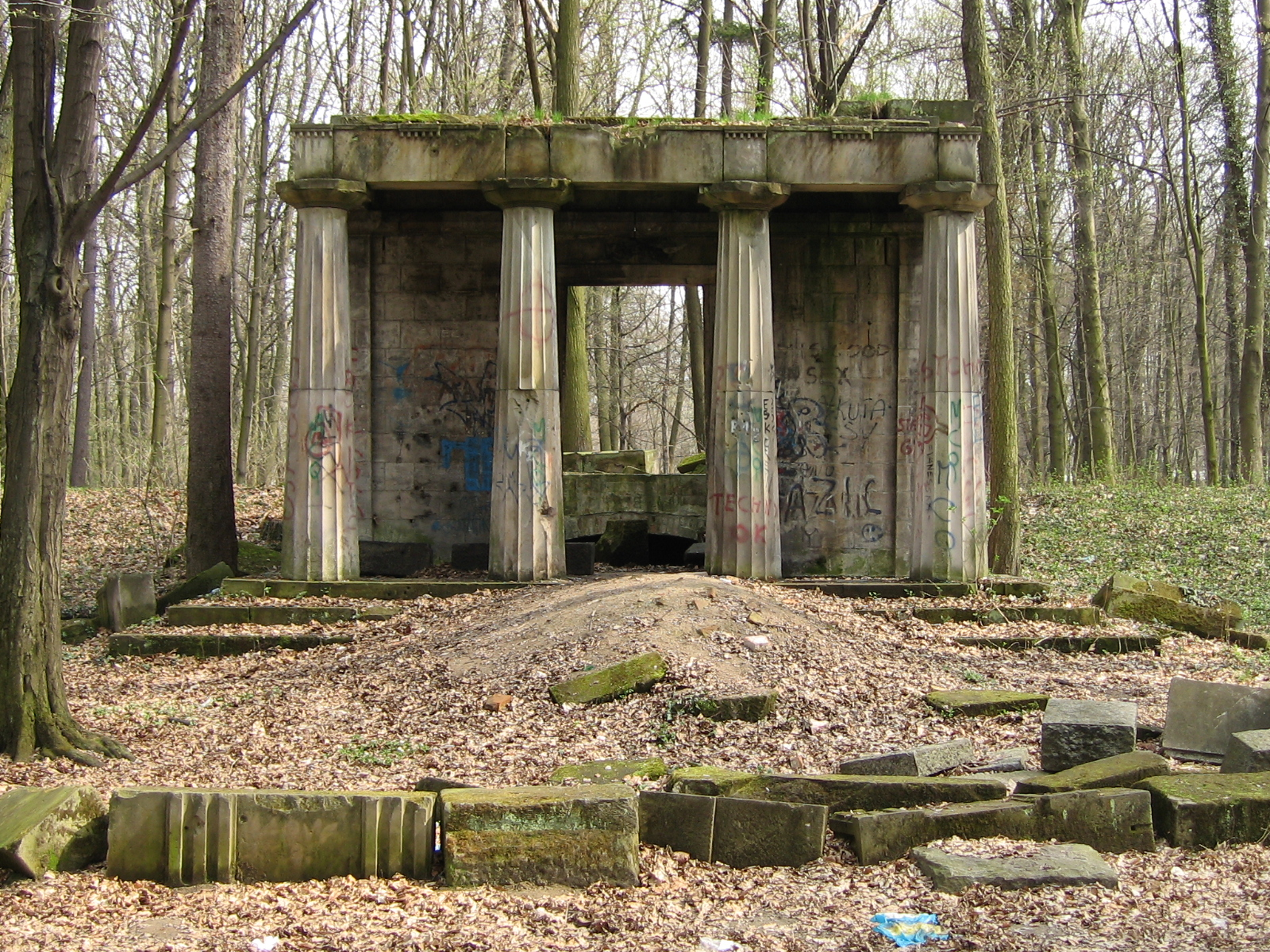
Mausolée de la famille Hoym, à Brzeg Dolny 1800.
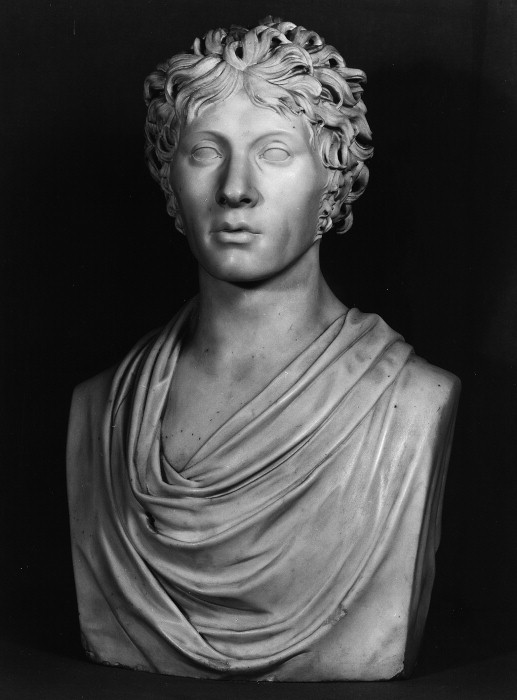
Friedrich Gilly. Buste de Gottfried Schadow.